# Cashmere (álbum de Swet Shop Boys)
Cashmere es el álbum de estudio debut de la agrupación Swet Shop Boys. Fue publicado por Customs el 14 de octubre de 2016. Alcanzó el puesto 45 en la lista Top R&B/Hip-Hop Albums de Billboard. Redinho se encargó de la producción, mientras que los raperos Heems y Riz MC compartieron funciones vocales. Se crearon videos musicales para "T5", "Zayn Malik", y "Aaja".

## Lista de canciones
| N.º | Título                    | Duración |  |
| 1.  | «T5»                      | 2:27     |  |
| 2.  | «Shottin»                 | 3:23     |  |
| 3.  | «Aaja»                    | 3:19     |  |
| 4.  | «Zayn Malik»              | 2:54     |  |
| 5.  | «Tiger Hologram»          | 2:56     |  |
| 6.  | «No Fly List»             | 2:51     |  |
| 7.  | «Phone Tap»               | 3:02     |  |
| 8.  | «Half Moghul Half Mowgli» | 3:25     |  |
| 9.  | «Swish Swish»             | 3:52     |  |
| 10. | «Shoes Off»               | 3:11     |  |
| 11. | «Din-e-iLahi»             | 3:35     |  |